# 阿克蘇河 (巴爾喀什湖)
46°19′24″N 78°12′36″E / 46.32342°N 78.21004°E

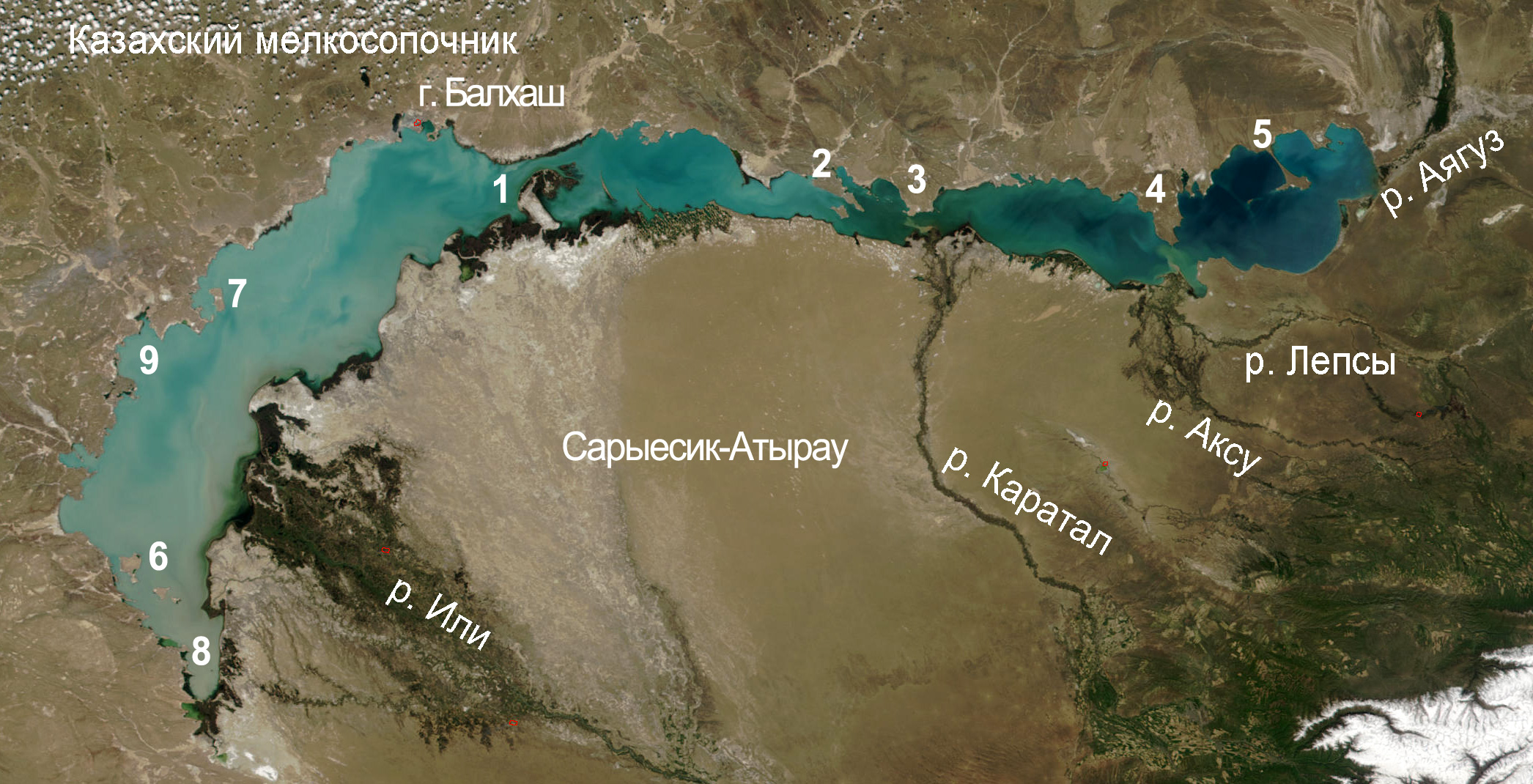

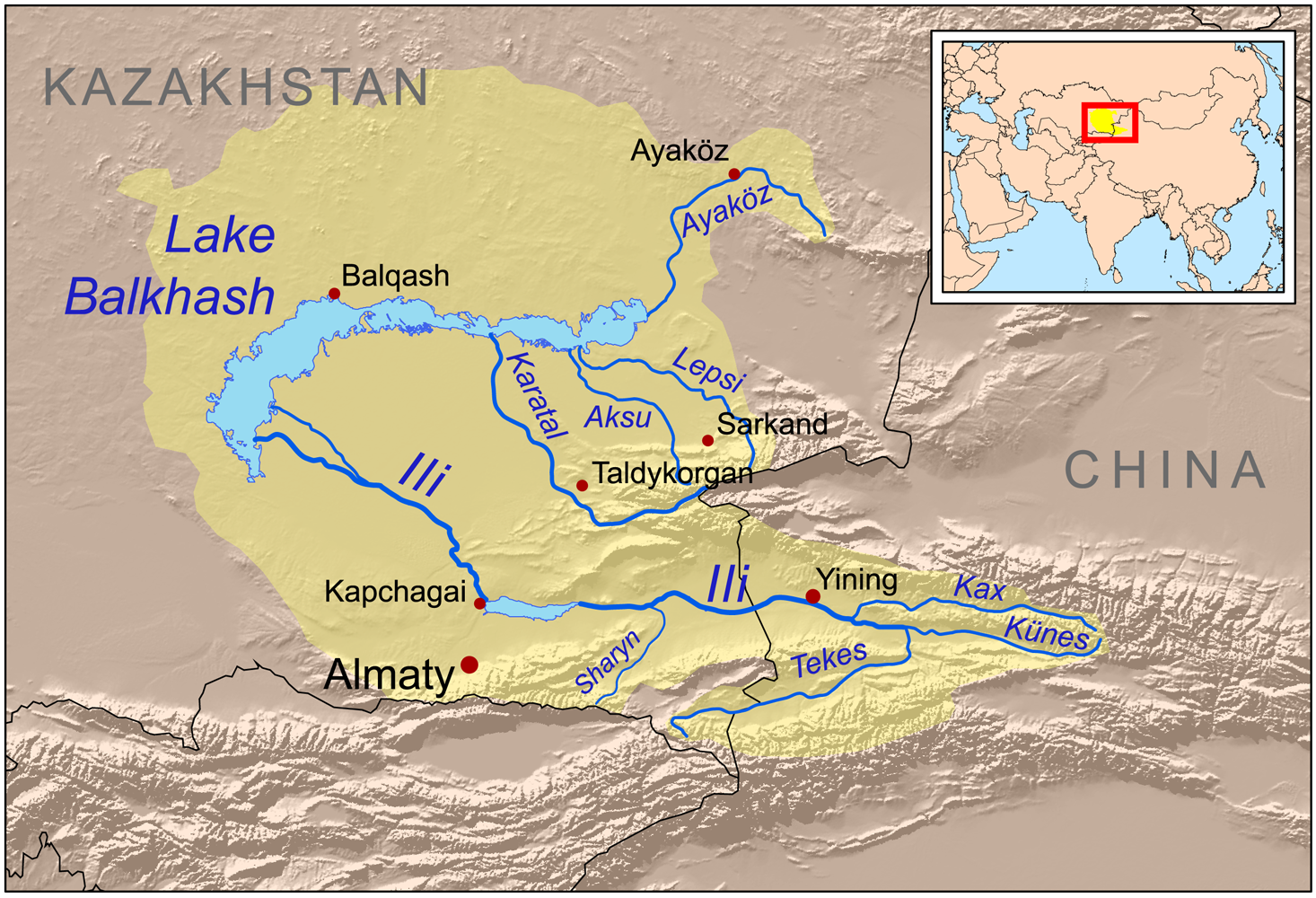

阿克蘇河是哈薩克斯坦的河流，位於該國東南部阿拉木圖州，河道全長316公里，流域面積5,040平方公里，發源自阿拉套山，最終注入巴爾喀什湖。

## 外部連結
- Аксу (река в Казах. ССР) （页面存档备份，存于）, Great Soviet Encyclopedia